# Schießhaus (Kronach)
Schießhaus ist eine Wüstung auf dem Gemeindegebiet der Kreisstadt Kronach im Landkreis Kronach (Oberfranken, Bayern).

## Geographie
Die Einöde befand sich auf einer Höhe von 310 m ü. NHN am rechten Ufer der Kronach an einer Chaussee, die nach Kronach (0,6 km südlich) bzw. nach Stockheim (7,7 km nördlich) führt.

## Geschichte
Schießhaus wurde in der ersten Hälfte des 19. Jahrhunderts auf dem Gemeindegebiet von Kronach gegründet. 1861 bestand Schießhaus aus einem Gebäude. In einer topographischen Karte von 1943 wurde der Ort letztmals verzeichnet.

## Religion
Der Ort war katholisch und nach St. Johannes der Täufer (Kronach) gepfarrt.